# Karlskoga
Karlskoga je švédské město, druhé největší v provincii Örebro län. Městem prochází evropská mezinárodní silnice E18, na které se nachází mezi krajskými městy Örebro a Karlstad. Na jih od Karlskogy se rozkládá jezero Möckeln. Název města je složen ze jména Karl (konkrétně švédský král Karl IX.) a švédského slova skogar, což je výraz pro les v plurálu. Ve městě strávil poslední tři roky svého života Alfred Nobel a nyní se zde nachází muzeum, věnované této osobnosti.

## Partnerská města
- Aalborg, Dánsko
- Húsavík, Island
- Olaine, Lotyšsko
- Riihimäki, Finsko
- Sanremo, Itálie
- Wheaton, USA